# Ilián de Dumarán
Ilián es un barrio rural   del municipio filipino de tercera categoría de Dumarán perteneciente a la provincia  de Paragua en Mimaro,  Región IV-B.
En 2007 Ilián contaba con 1.486 residentes.

## Geografía
La sede del municipio de Dumarán se encuentra situada en isla del mismo nombre, mientras que su término queda repartido entre esta isla, ocupando la parte suroeste de la isla y separado por el canal de Dumarán la de La Paragua, considerada continental.
Linda al noroeste con el municipio de Araceli, nordeste de la isla; al norte con la bahía de Bentouán; al sur y al este con el Mar de Joló.
La parte continental linda al suroeste con el municipio de  Roxas; y al noroeste con el municipio de Taytay.
El barrio continental de Ilián se encuentra situado en la franja costera  de la isla de La Paragua, al suroeste.
Linda al norte con el barrio de Itangil; al sur con la costa del mar de Joló, bahía de Ilián; al este con el barrio de Capayas; y al oeste con los barrios de  Bagongbayán (Bagong Bayan) y de Taradungán, ambos del municipio de Roxas.

### Demografía
El barrio  de Ilián contaba  en mayo de 2010 con una población de 1.556 habitantes.

## Historia
La misión de Dumarán formaba parte de la provincia española de  Calamianes, una de las 35 del archipiélago Filipino, en la parte llamada de Visayas. Pertenecía a la audiencia territorial  y Capitanía General de Filipinas, y en lo espiritual a la diócesis de Cebú.
El 15 de mayo de 1951, los barrios de Tinitian, Caramay, Rizal, Del Pilar, Malcampo, Tumarbong, Taradungan, Ilian, y Capayas, hasta entonces pertenecientes al municipio de Puerto Princesa pasan a formar el nuevo municipio de Roxas, cuya se sede se sitúa en el sitio de   Barbacán en el barrio Del Pilar.
El 16 de junio de 1956 el sitio de Bagongbayán perteneciente al barrio de  Ilian, municipio de  Roxas,pasa a convertirse en barrio con el nombre de  Barrio de Bagongbayán.